# تخت رستم (بلخ)

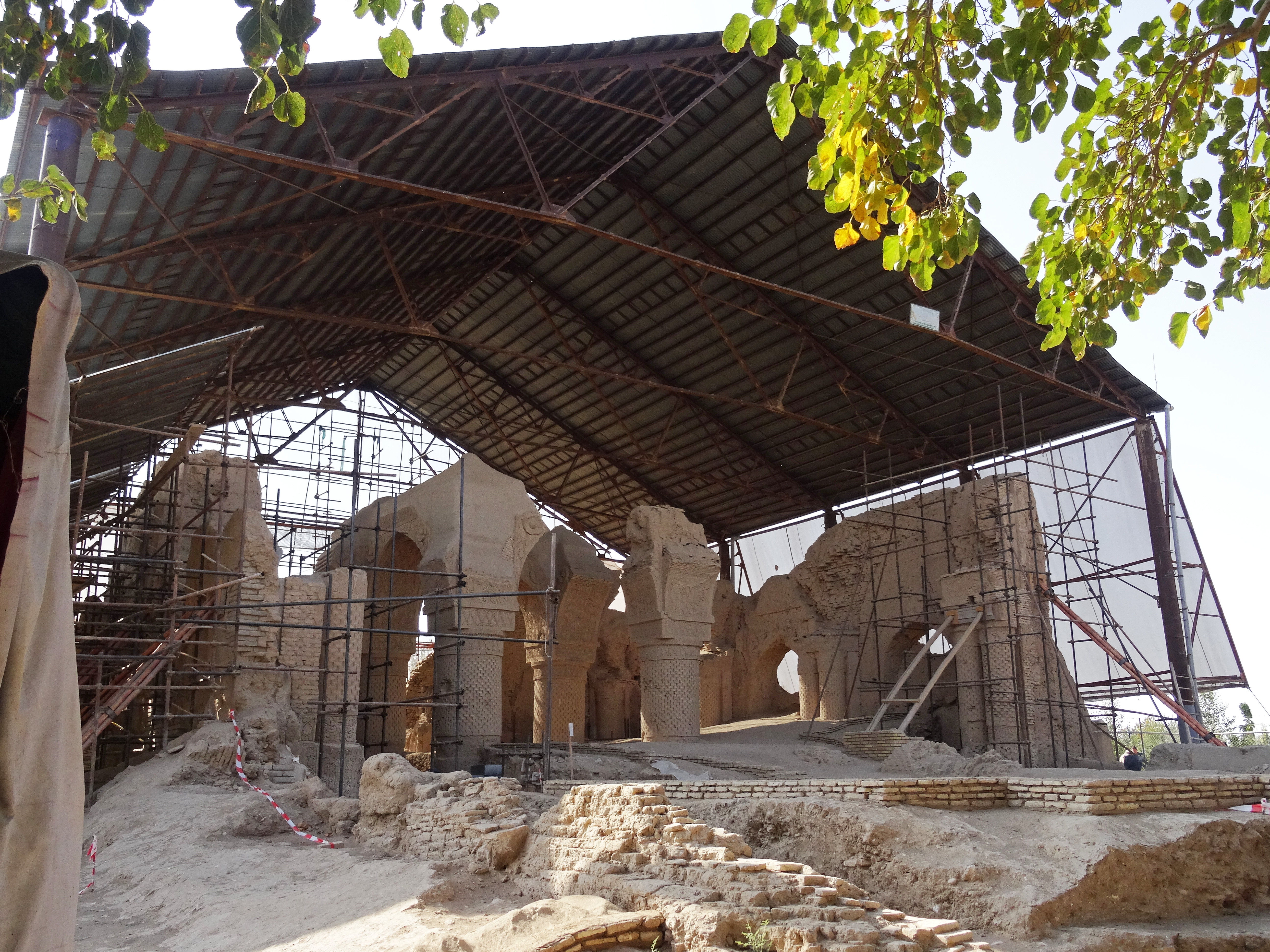
بقایای تخت رستم در بلخ

تخت رستم بلخ (تَختِ رُستَم بلخ) نام یکی از آثار تاریخی واقع در شهر بلخ افغانستان است که در فاصله ۳۰ کیلومتری غرب مزار شریف قرار گرفته است. این اثر باستانی در کنار شاهراه مزار شریف - بلخ و شبرغان، در جوار کوه پشته‌های سلسله البرز بلخ قرار دارد. تخت (تپه) رستم از سازه‌های متجمع آتشکده نوبهار بلخ یا بخدی بشمار می‌آید که در زمان پارتها به‌صورت آتشکده و در زمان کوشانیان به عنوان عبادتگاه بودایی بوده است.
چارلز ادوارد یایت در کتاب افغانستان شمالی- نامه‌های از کمیسون مرزی افغان بزرگی تخت رستم بلخ را برای اولین بار با یارد (یکا) ی انگلیسی اندازه‌گیری نمود و بیان کرد که یکی از سازه‌های آتشکده نوبهار بلخ می‌باشد. وی استوپای بودائی ایبک واقع در استان سمنگان را هم اندازه‌گیری نموده بود که بنام تپه رستم سمنگان مشهور است. یایت درازی تخت رستم بلخ را ۱۰۰ یارد، عرض آنرا ۶۰ و بلندی اش را ۲۰ یارد (یکا) نوشته است. این سازه یک ساختمان مدور بوده که قطر آن ۵۰ یارد (یکا) و بلند اش ۵۰ فوت می‌باشد. هم از تخت رستم بلخ و هم از تپه رستم نمودار تصویر کشیده است که با نمودار و آثار پزشک و باستان‌شناس آلمانی‌تبار رومانایی هویان مارتین هونیگبریگر و سیاست‌مدار آلمانیاوسکار فون نیدرماهیر همخوانی دارند. هونیگبریگر واژه شتوپه را از توپه و تپه زبانهای هندوایرانی وام گرفته است. وی در سال ۱۸۳۲ پس از اقامت از هند به خراسان (مرز بین کشور در هرات در سال ۱۸۵۶ کشیده شد) رفت.
تخت و تپه رستم در بلخ در دانشنامه ایرانیکا Top-e Rostam و Takht-e Rostam نوشته شده است. باستانشناسان فرانسوی در دهه بیست قرن بیست در این دو بنای تاریخی بنام رستم پژوهش نمودند که شوربختانه در پشته ایران زمین و به ویژه در کشور نام نهاد افغانستان مورد توجه دولتمردان قبایل پشتون قرار نگرفت. یکی از این باستانشناسان باستانشناس فرانسوی با نام آلفرد چارلز اگوست فوشر بود
ناگفته نباید گذاشت که در تپه‌ها و تخت‌ها، سنگها و میدان‌های بنام رستم مانند تخت رستم کابل، تخت رستم سمنگان، تپه رستم سمنگان، تخت و تپه رستم در بلخ، تخت رستم در فراه، میدان رستم و گرز رستم در کابل سنگ رستم در غزنه و غیره جشنها و عیدهای باستانی به ویژه نوروز تجلیل می‌شد.

## عکس‌ها و تصاویر
- خانم جژیفین پاول عکاس آمریکایی Powell, Josephine (1919-2007), United States, photographer درسالهای ۱۹۵۹ تا ۱۹۶۱ از بلخ دیدن کرد و از هر دوبنا عکس گرفت.[۸]
- http://www.adventuretravelphotos.com/?Action=_SE&q=balkh بایگانی‌شده  در ۱۰ مارس ۲۰۱۴ توسط Wayback Machine
- Takht-i Rustam, mud remains of Nau Bahar monastery (2nd - 4th cent.)[پیوند مرده]
- Balkh-Takht-e-Rostam
- Balkh (Mother of Cities), Top-I-Rustam, Remains of 200ft high Buddhist Stupa now an army checkpoint بایگانی‌شده  در ۱۲ مارس ۲۰۱۶ توسط Wayback Machine

## کتاب
- Charles Edward Yate. Northern Afghanistan; or, Letters from the Afghan boundary commission, 1888, pp 258
- Arezou Azad:Sacred Landscape in Medieval Afghanistan: Revisiting the Faḍāʾil-i Balkh, 2013, Oxford,ISBN 978-0-19-968705-3

## یاداشت
دراین کتاب دیجیتال از سازه‌های تاریخی Tope-i-Eustam and Takht-i-Eustam اشتباهی نوشته شده است که در کتاب اصلی آن نامها به گونه درست برگردان شده‌اند.